# Lágamannjávrásj
Lágamannjávrásj (äldre stavning Lakamanjauratj) är en sjö i Arjeplogs kommun i Lappland och ingår i Piteälvens huvudavrinningsområde. Sjön har en area på 0,0486 kvadratkilometer och ligger 435,2 meter över havet. Namnet är samiskt och kan på svenska översättas med Domarsjön.

## Delavrinningsområde
Lágamannjávrásj ingår i det delavrinningsområde (735890-162581) som SMHI kallar för Ovan VDRID = Udtjabäcken i Piteälvens vattendrags*. Medelhöjden är 426 meter över havet och ytan är 15,3 kvadratkilometer. Räknas de 255 avrinningsområdena uppströms in blir den ackumulerade arean 4 039,03 kvadratkilometer. Avrinningsområdets utflöde Piteälven mynnar i havet. Avrinningsområdet består mestadels av skog (81 procent). Avrinningsområdet har 2,85 kvadratkilometer vattenytor vilket ger det en sjöprocent på 18,6 procent.